# Franz Xaver Hoën

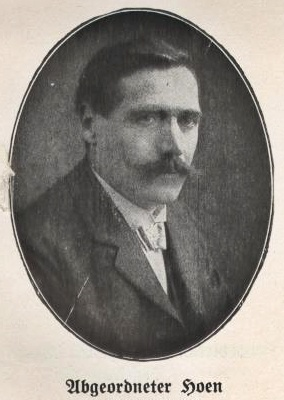
Franz Xaver Hoën

Franz Xaver Hoën (* 15. März 1864 in Großblittersdorf; † 9. November 1935 ebenda) war ein deutscher Mühlenbesitzer und Mitglied des Deutschen Reichstags.

## Leben
Hoën besuchte von 1869 bis 1874 die Volksschule Großblittersdorf und das Gymnasium zu Saargemünd bis zur Prima. Er übernahm nach einer Lehre im Betrieb des Mühlenbesitzers Martin in Faulquemont als ältester Sohn des jung verstorbenen Vaters dessen Mühle im Alter von 18 Jahren. Weiter war er gelegentlicher Korrespondent von Zentrumsblättern, Mitglied des Volksvereins für das katholische Deutschland, Vorsteher des Spar- und Darlehnsvereins, Vizepräsident der Produktenbörse in Saarbrücken. 1913 wurde er zum Ehrenmitglied des K.D.St.V. Rappoltstein (Straßburg) Köln ernannt. Im selben Jahr war er Mitglied des Präsidiums des Deutschen Katholikentags in Metz.

## Politik
Von 1907 bis 1912 war er Mitglied des Deutschen Reichstags für den Wahlkreis Reichsland Elsaß-Lothringen 12 (Saargemünd, Forbach) und die Deutsche Zentrumspartei.
1894 wurde Franz Xaver Hoën in den Gemeinderat in Großblittersdorf gewählt. Am 27. Juni 1906 gehörte er zu den Gründungsmitgliedern des Zentrumswahlverein Saargemünd und wurde zum Vorsitzenden gewählt. Bei den Reichstagswahlen 1907 wurde Hoën als Kandidat der Elsaß-Lothringischen-Zentrumspartei für den Wahlkreis Saargemünd-Forbach mit 51 % der Stimmen in den Deutschen Reichstag gewählt.
Bei der Reichstagswahl 1907 setzte er sich im ersten Wahlgang mit 15.980 Stimmen gegen den Mandatsinhaber Max Jaunez (9.940 Stimmen), den Fabrikarbeiter Mischkowitz (2.468 Stimmen) und den Geschäftsagenten Cachan (56 Stimmen) durch.
Dieses Mandat hatte er von 1907 bis 1912 inne. Bei der Landtagswahl 1911 gewann er im Wahlkreis Saargemünd I das Mandat und zog in die 2. Kammer des Landtags des Reichslandes Elsaß-Lothringen ein. Vom 11.–21. November 1918 war er Vizepräsident der provisorischen Regierung von Elsaß-Lothringen.
Danach zog er sich aus gesundheitlichen Gründen aus der Politik zurück.